# Triphaenopsis inepta
Triphaenopsis inepta är en fjärilsart som beskrevs av Butler 1889. Triphaenopsis inepta ingår i släktet Triphaenopsis och familjen nattflyn. Inga underarter finns listade i Catalogue of Life.